# 秘鲁炒牛柳
秘鲁炒牛柳（西班牙語：Lomo saltado），或译作秘鲁炒牛肉、炒里脊、洛莫·萨尔塔多，是秘鲁的一道菜肴，主要由炒牛肉及蔬菜组成，并通常搭配米饭和炸薯条食用，其烹制受到了秘魯中餐的深刻影响。

## 历史
秘鲁炒牛柳兴起于19世纪后期，其产生及发扬光大均受到華人的影响，是秘鲁克里奥尔美食与东方美食调味料的混合，在华人到来之前，秘鲁厨师会将牛里脊中的上好部分单独切条鹽焗，但如此烹制出来的牛柳味道却较为单一，华人移居秘鲁後，炒制的烹调方式及酱油亦传入当地，而牛柳料理也受此影响得到改良，并最终成为秘鲁的国民美食。1903年于秘鲁出版的《新克里奥尔烹饪手册》（Nuevo Manual de Cocina a la Criolla）上首次提到了这道菜肴并对其进行了简单介绍。但并没有提到酱油或其他典型亚洲配料的使用，亦没有提到黑胡椒、醋或秘鲁辣椒等调味料的使用，秘鲁学者谢尔希奥·萨帕塔·阿查也在《秘鲁传统美食词典》（Diccionario de la Gastronomía Peruana Tradicional）中提及了这道菜品，但没有提到东方烹饪文化的影响。而中国学者渠默熙、江时学则认为秘鲁炒牛柳的肉品取材于秘鲁本土，但是其烹饪方式，酱油与大蒜等调味料的使用则深受粤菜影响，是秘鲁中餐的延伸:57-58。

## 食谱
秘鲁炒牛柳主要使用的食材有牛肉、西红柿、黄椒、洋葱，并加入植物油、酱油以高温翻炒，也可以添加皮斯科酒等调味，通常也会搭配炸薯条、米饭食用。